# Arnstein Arneberg
Arnstein Rynning Arneberg (Fredrikshald, 6 luglio 1882 – Biri, 9 giugno 1961) è stato un architetto norvegese.

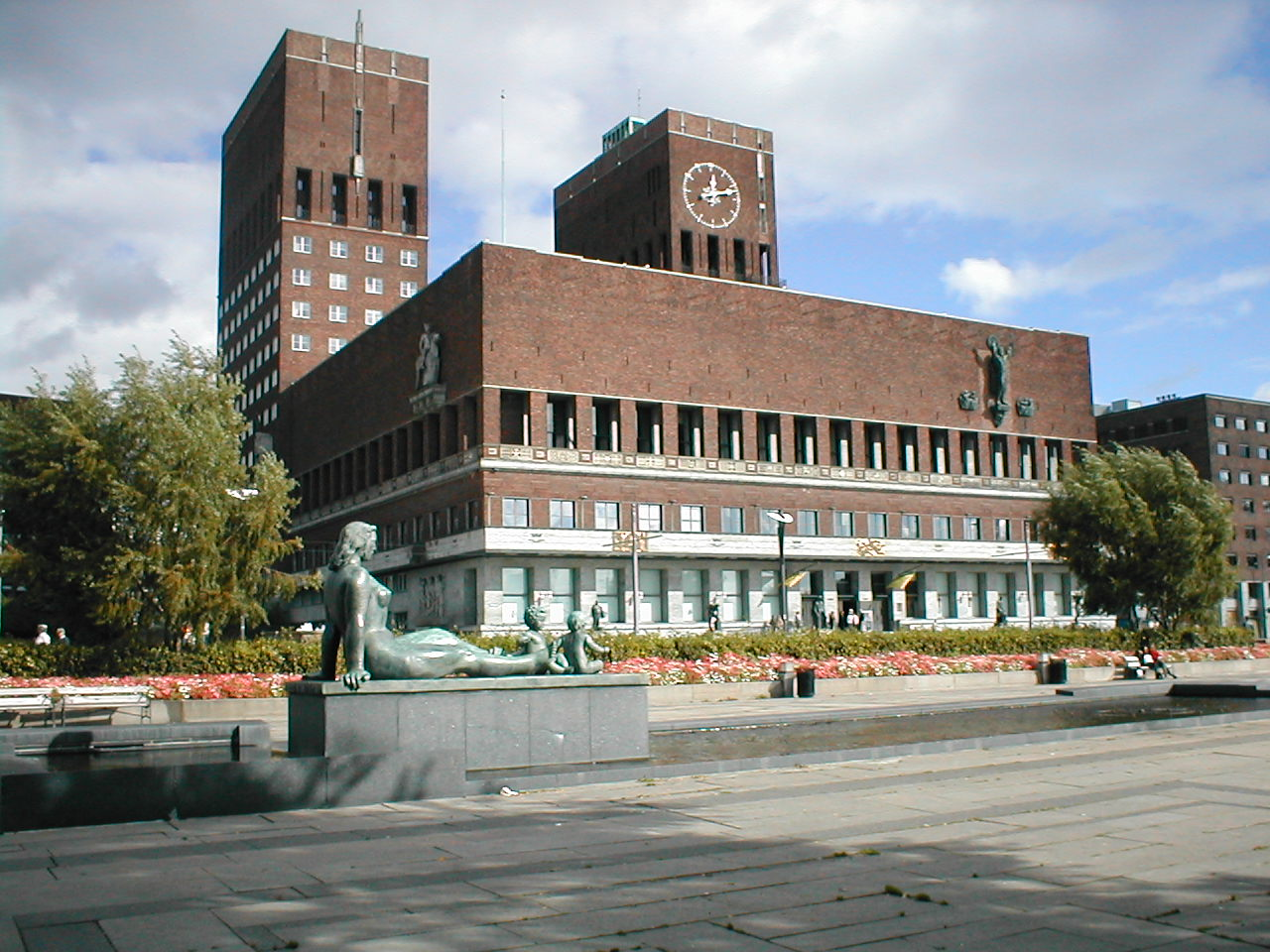
Il municipio di Oslo, 1931–1950

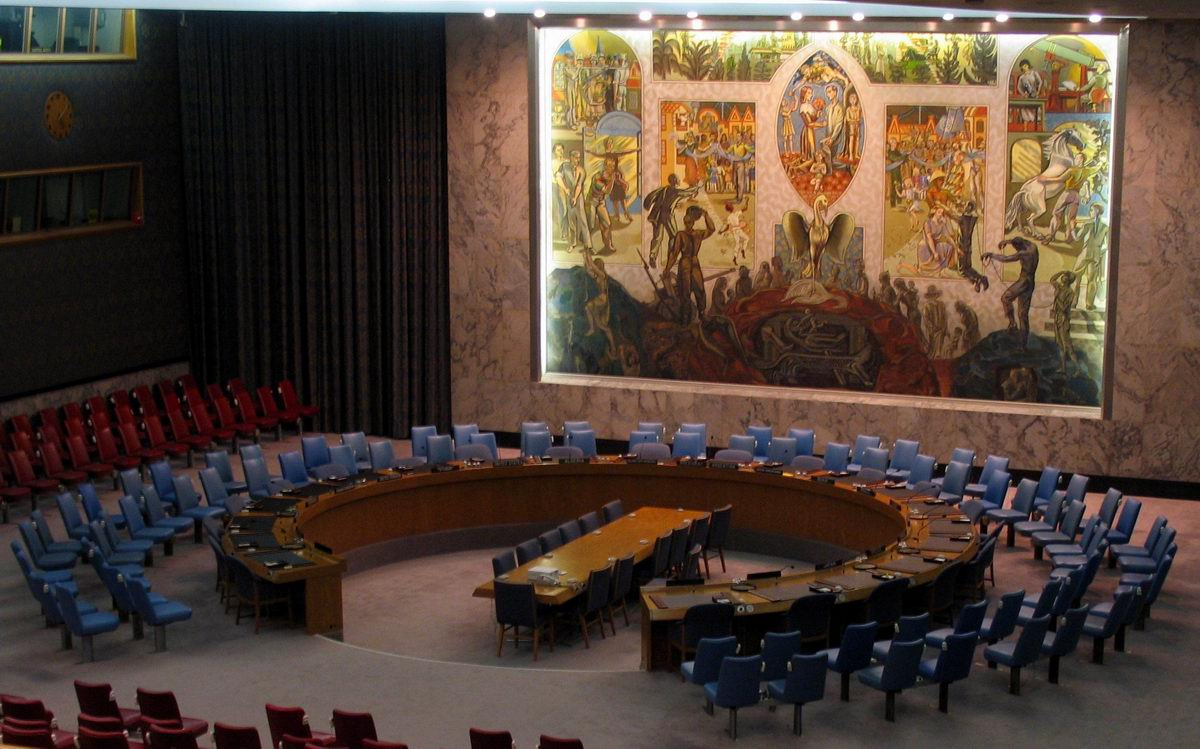
Interno del Consiglio di Sicurezza dell'ONU

Fu attivo come architetto per 50 anni ed è spesso considerato il più importante architetto della Norvegia del suo tempo.

## Biografia
Arneberg è nato a Fredrikshald, ora Halden nella contea di Østfold, Norvegia. I suoi genitori erano Mauritz Otto Arneberg Edward (1845-1913) e Hermione Nicoline Mathilde Rynning (1858-1944). È cresciuto a Lysaker, Oslo. Nel periodo 1899-1902 ha studiato presso la Scuola Reale d'arte e di mestieri di Oslo.
Arneberg ha iniziato la sua formazione lavorando come assistente per l'architetto Alfred Christian Dahl (1857-1940) ad Oslo nel periodo 1888-1900. Poi ha proseguito gli studi al Istituto Reale di Tecnologia di Stoccolma nel 1904-1906. Ha inoltre studiato con architetti svedesi quali Isak Gustaf Clason, Gustaf Lindgren, Erik e Lallerstedt.
A Stoccolma, ha proseguito la sua formazione anche con un gruppo di studenti di architettura norvegesi che sono divenuti influenti in ambito accademico, tra cui Magnus Poulsson.

## Opere (parziale)
- Chiesa di Uranienborg (interni), 1930
- Chiesa di Volda, Volda, 1929–32
- Skaugum, 1930–32
- Museo delle navi vichinghe di Oslo, 1926–1932
- Fortezza di Akershus (restauri e ricostruzioni), 1929–1960
- Chiesa di Fiskum, 1945
- Cattedrale di Oslo (restauri), 1948–50
- Chiesa di Glemmen, Fredrikstad, 1949
- Cattedrale di Kristiansand (restauri), 1952
- Cattedrale di Hamar (restauri), 1952–54
- Chiesa di Vang, Ridabu (restauri), 1954
- Cattedrale di Fredrikstad (restauri), 1954
- Park Hotel & Hvalfangstens Hus, Sandefjord, 1957–60
- Chiesa di Ullensaker, 1958 (insieme a Per Solemslie)
- Chiesa di Skjerstad, Bodø, 1959
- Chiesa di Høyanger 1960